# Thomas Jones of Denbigh
Thomas Jones of Denbigh, né en 1756 à Aberwheeler ou à Caerwys et mort le 16 juin 1820, est un pasteur méthodiste, écrivain, éditeur et poète gallois.

## Biographie
Né dans le Denbighshire, il fait ses études à Caerwys et à Holywell dans le Flintshire.
En 1783, il devient prédicateur méthodiste. À peu près à la même époque, il fait la connaissance de Thomas Charles (en), qui l'influence grandement. Jones travaille avec Charles pour concevoir les « Règles et conception des… méthodistes gallois » (1801) et tous deux éditent le périodique en langue galloise, Y Drysorfa.
Il épouse en 1795 Elizabeth Jones, mais elle meurt deux ans plus tard. Héritant de sa fortune, il se remarie en 1804. Sa seconde épouse meurt également et il se marie une troisième fois en 1806 avec une certaine Mary Lloyd.
En 1811, il est ordonné ministre méthodiste calviniste. Il a écrit de nombreux hymnes et a été très actif au sein de sa dénomination.
Il est mort le 16 juin 1820.

## Travaux
Thomas Jones a apporté une contribution significative en termes de contenu et de style à la théologie galloise. Il était un fervent opposant à l'arminianisme, qui était important parmi les Wesleyens, et traduisit The Christian in Complete Amor (1655-1662) de Williams Gurnal en gallois sous le titre The Cristian in Full Armor (1796-1820). Son chef-d'œuvre est l'immense volume qu'il publie en 1813 sur l'histoire des martyrs protestants, théologiens et confesseurs de l'Église d'Angleterre (ou Histoire des martyrs).
Avec Thomas Charles, il est rédacteur en chef du Spiritual Treasure, paru pour la première fois en 1799 sous forme de publication trimestrielle. Il a également écrit un certain nombre d'hymnes, dont « I Know my Buyer is alive » et « Oh! Lead my soul into the waters ».
Jones a écrit une autobiographie (1814) et un mémoire sur son ami Thomas Charles. Il a publié un dictionnaire anglais et gallois standard en 1800. Il était aussi poète : To the Birds Thrush (1773) est le meilleur exemple de ses poèmes.
Jones a imprimé une partie importante de son travail sur une presse qu'il a installée chez lui à Ruthin en 1804. Il a vendu la presse à Thomas Gee l'aîné, père de l'imprimeur Thomas Gee (en), en 1813.

## Œuvres
- 1800 : English and Welsh Dictionary